# Сахновка (Черкасская область)

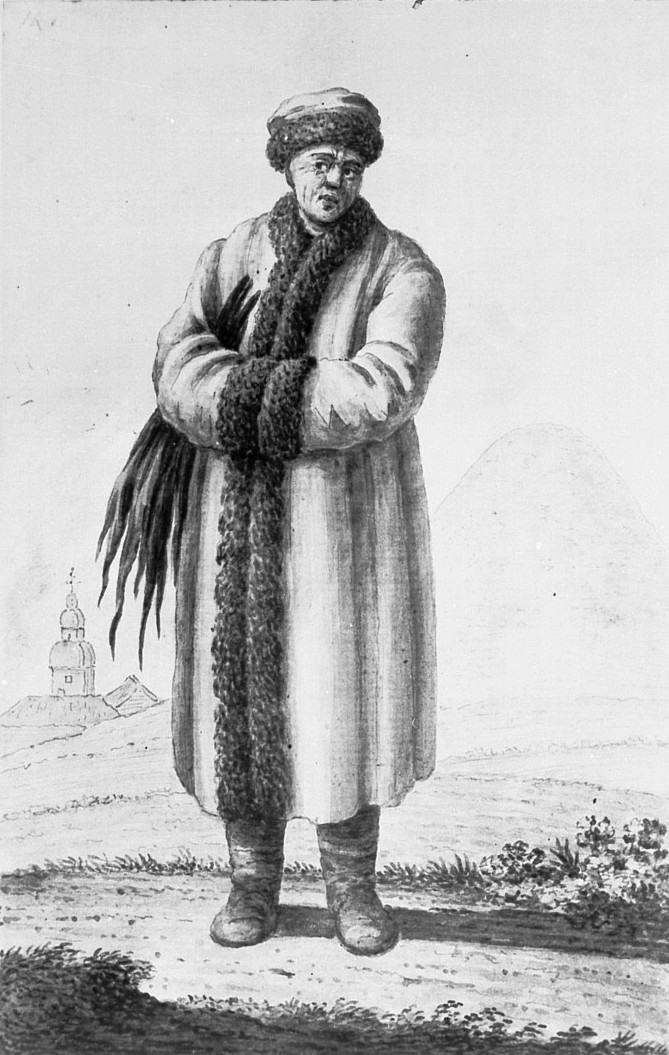
Бургомистр (скорее всего, староста) Сахновки.
Рисунок Иоганна Генриха Мюнца, 1782.

Сахно́вка (укр. Сахні́вка, первоначально Осетро́в, в XVII в. − Сахно́в мост) — село в Черкасском районе Черкасской области Украины.

## История
21 февраля 1792 г. село получило от польского короля Станислава Августа Понятовского статус местечка на магдебургском праве и герб: два осетра, положенные накрест, в память о том, что село первоначально звалось Осетровом.
Село было в составе Корниловской волости Каневского уезда Киевской губернии. В селе Сахновка была Свято-Духовная церковь. Священнослужители Свято-Духовной церкви:
- 1799—1802 — священник Иосиф Иванович Чернявский
- 1899 — священник Василий Волков
- 1900 — священник Вит Серговский
- 1901—1907 — священник Тимофей Святенко
- 1907—1911 — священник Николай Кукулевский

## Местная власть
19425, Черкасская область, Черкасский район, с. Набутов

## Сахновское городище
При въезде в село в урочище Девич-Гора на высоте 100 м над поймой левого берега реки Рось находится Сахновское городище диаметром около 130 м. Поселение  овальной формы имеет площадь около 0,5 га. Ниже находится открытое селище. Обнаружены наземные с глинобитными печами жилища.
Здесь представлены археологические памятники от периода бронзового века до Средневековья.

## Известные люди, связанные с селом
- Захаренко, Александр Антонович (1937—2002) — директор Сахновской школы, один из создателей педагогики сотрудничества, чл.-корр. АПН СССР, акад. АПН Украины.